# ダビド・カル
ダビド・カル・フィゲロア（スペイン語: David Cal Figueroa, 1982年10月10日 - ）は、スペイン・カンガス出身のカヌースプリント選手（カナディアン）。オリンピックでは1個の金メダルと4個の銀メダルを獲得している。

## 経歴

### ジュニア時代
1999年にクロアチアのザグレブで開催された世界ジュニア選手権では、カナディアンシングル1000mで銅メダルを獲得した。2000年にはフランスのブローニュ＝シュル＝メールで開催されたヨーロッパジュニア選手権では、カナディアンシングル500mで金メダルを獲得し、カナディアンシングル1000mで銅メダルを獲得した。2000年にオーストラリアのシドニーで開催されたシドニーオリンピックの際には補欠だった。2002年にザグレブで開催されたヨーロッパU-23選手権では、カナディアンシングル500mで銅メダルを獲得した。

### 世界選手権
2003年からはシニア大会に出場しており、カヌースプリント世界選手権では5個のメダルを獲得している。2003年にアメリカ合衆国のゲインズヴィルで開催された世界選手権では、カナディアンシングル1000mで銀メダルを獲得した。2005年にザグレブで開催された世界選手権では、カナディアンシングル1000mで銀メダルを獲得した。2007年にドイツのデュースブルクで開催された世界選手権では、カナディアンシングル500mで金メダルを獲得し、カナディアンシングル1000mで銅メダルを獲得した。2011年にハンガリーのセゲドで開催された世界選手権では、カナディアンシングル1000mで銀メダルを獲得した。

### オリンピック
カルは2004年アテネオリンピック、2008年北京オリンピック、2012年ロンドンオリンピックと3回のオリンピックに出場し、1個の金メダルと4個の銀メダルを獲得した。アテネオリンピックではカナディアンシングル1000mで金メダルを獲得し、カナディアンシングル500mで銀メダルを獲得した。北京オリンピックではカナディアンシングル1000mとカナディアンシングル500mで銀メダルを獲得した。ロンドンオリンピックではカナディアンシングル1000mで銀メダルを獲得した。ロンドンオリンピックの結果により、5個のメダルを獲得したスペイン初の選手となった。

## オリンピックでの競技結果
| 年   | 大会                 | 種目      | 順位 |
| ---- | -------------------- | --------- | ---- |
| 2004 | アテネオリンピック   | C-1 1000m | 1    |
| 2004 | アテネオリンピック   | C-1 500m  | 2    |
| 2008 | 北京オリンピック     | C-1 1000m | 2    |
| 2008 | 北京オリンピック     | C-1 500m  | 2    |
| 2012 | ロンドンオリンピック | C-1 1000m | 2    |